# Conclave de 2025
El Conclave de 2025 és el conclave papal convocat pel 7 de maig del 2025 a la Capella Sixtina de la Ciutat del Vaticà per escollir un nou papa per succeir a Francesc, que va morir el 21 d'abril de 2025 a 88 anys. L'estatunidenc Robert Francis Prevost va ser escollit el 8 de maig en quarta votació, escollint el nom pontifici de Lleó XIV.

## Especulacions
Al febrer i març del 2025 es va especular sobre un imminent conclave després que el Papa Francesc desenvolupés una doble pneumònia. El 21 d'abril de 2025, Francesc va morir a 88 anys. Els mitjans de comunicació de tot el món van publicar el mateix dia els que creien que podien ser successors al papat. Encara que els cardenals del conclave poden triar teòricament qualsevol home catòlic batejat, sempre han escollit un cardenal elector company des de 1389.

### Papables
Els analistes de les eleccions papals consideren que hi ha alguns cardenals que tenen més probabilitats de convertir-se en papa que d'altres, als qui anomenen papables o papabili, en italià. Atès que el conjunt de papabili és una qüestió d'especulació mediàtica, no és estrany l'elecció d'un no papable; casos recents són Joan XXIII el 1958, i Joan Pau I i Joan Pau II, tots dos el 1978. Això coincideix amb una dita popular entre els vaticanòlegs: "Qui entra al conclave com a papa, el deixa com a cardenal". Abans de l'inici del conclave, entre els papables dels experts més vegades esmentats s'incloïen els italians Pietro Parolin (fins llavors secretari d'estat Vaticà) i Matteo Maria Zuppi (president de la CEI), el filipí Luis Antonio Tagle i l'hongarès Péter Erdő. El finalment escollit Robert Francis Prevost també estava entre els papables però esmentat menys vegades i normalment considerat amb menys opcions que els quatre esmentats anteriorment.

## Procés d'elecció papal
| Electors elegibles per regió el 21 d'abril del 2025 |               |
| Itàlia                                              | 17            |
| Resta d'Europa                                      | 36            |
| Amèrica del Nord                                    | 20            |
| Amèrica del Sud                                     | 17            |
| Àfrica                                              | 18            |
| Àsia                                                | 23            |
| Oceania                                             | 4             |
| Total d'electors                                    | 135           |
| Papa difunt                                         | Papa Francesc |
| Nou papa                                            | Papa Lleó XIV |
| Votacions                                           | 4             |

| Càrrecs del conclave                                                        | Càrrecs del conclave      |
| --------------------------------------------------------------------------- | ------------------------- |
| Degà                                                                        | Giovanni Battista Re*     |
| Sots-degà                                                                   | Leonardo Sandri*          |
| Camarlenc                                                                   | Kevin Joseph Farrell      |
| Protoprevere                                                                | Michael Michai Kitbunchu* |
| Protodiaca                                                                  | Dominique Mamberti        |
| Secretari                                                                   | Ilson de Jesus Montanari  |
| * Cardenals no electors per majors de 80 i per tant no presents al conclave |                           |

Com en el conclave papal de 2013, tant el degà com el vicedegà del Col·legi Cardenalici són majors de 80 anys i no poden participar-hi. Per tant, recaigué en Pietro Parolin, el cardenal bisbe de més edat menor de 80 anys, la presidència del conclave.

### Normativa
Segons la constitució apostòlica del Papa Joan Pau II de 1996, Universi Dominici gregis, modificada pel motu proprio Normas nonnullas de Benet XVI, els electors tenen, en general, almenys 15 dies després que la seu esdevingui vacant per convocar-se. Els cardenals inicien el conclave abans si han arribat tots els seus membres, o més tard si hi ha motius seriosos per a l'ajornament, però no més tard de 20 dies després que el seient quedi vacant.

### Cardenals electors
Els cardenals de 80 anys o més abans del dia que el papat va quedar vacant no hi poden participar. Al 21 d'abril de 2025, hi ha 252 cardenals, dels quals 135 tenen menys de 80 anys; 108 (80%) dels potencials electors van ser nomenats cardenals per Francesc.
Des de la promulgació del 1975 de Romano Pontifici eligendo i Universi Dominici gregis, hi ha hagut un màxim de 120 cardenals electors. El conclave de 2025 serà el primer des de la introducció del límit de 120 on hi ha més de 120 cardenals elegibles des del dia que el papat va quedar vacant.
No obstant això, qualsevol cardenal menor de 80 anys que no hagi renunciat als seus drets de vot (o els hagi retirat) té dret a votar en un conclave de dret canònic. Molts advocats canònics opinen que el papa fa una excepció a les seves pròpies regles quan nomena més electors dels que s'especifica a Universi Dominici gregis, en aquest cas els 135 cardenals menors de vuitanta anys tenen dret a entrar al conclave. (El cardenal Vinko Puljić ha anunciat que no viatjarà a Roma per motius de salut; probablement el seu paper recaurà en el cardenal sacerdot elector per antiguitat, Peter Turkson, però això no s'ha confirmat oficialment). El cardenal Cañizares tampoc hi assistirà per motius de salut, de manera que els cardenals que participaran al Conclave no seran més de 133.